# Кіндратюк Богдан Дмитрович
Кіндратюк Богдан Дмитрович (нар. 22 вересня 1954, Прибилів, Івано-Франківська область), — український культуролог, музикознавець, медієвіст, педагог.

## Біографія
Кіндратюк Богдан Дмитрович народився 22 вересня 1954 року в родині вчителів (с. Прибилів Тлумацького району Івано-Франківської обл. Після закінчення Озерянської восьмирічної школи того ж району, в 1969 р. вступив в Снятинське культурно-освітнє училище. У 1974—1979 роках навчався в Івано-Франківському педагогічному інституті ім. Василя Стефаника, музично-педагогічний факультет якого закінчив у 1979 році. Працював учителем музики в районній Тисменицькій школі. З грудня 1982 року — викладач Івано-Франківського педагогічного інституту. З листопада 1986 по жовтень 1989 навчався в аспірантурі Київського педагогічного інституту ім. Максима Горького. У лютому 1990 захистив кандидатську дисертацію з педагогіки.
У 2015 захистив докторську дисертацію на тему «Дзвонарська культура України». У теперішній час — професор кафедри методики музичного виховання і диригування Навчально-наукового інституту мистецтв, ДВНЗ "Прикарпатський національний університет ім. В. Стефаника ". Директор Центру дослідження дзвонарства.
Автор трьох монографій, науково-методичного посібника та багатьох інших робіт. Завдяки своїм науковим пошукам став одним з творців нового напряму сучасної української гуманітаристики — кампанології (науки про дзвони і їхню музику). Лауреат обласної премії імені Василя Стефаника (2015) в галузі літератури (номінація — наукові дослідження, мистецтвознавство).
Учитель вищої категорії (1994). Одружений, має двох синів. Доктор мистецтвознавства Б. Кіндратюк — автор праць з проблем української музичної медієвістики, органології, зокрема кампанології, музичної педагогіки, педагогіки здорового способу життя.